# Championnats d'Europe d'athlétisme 1934
Navigation

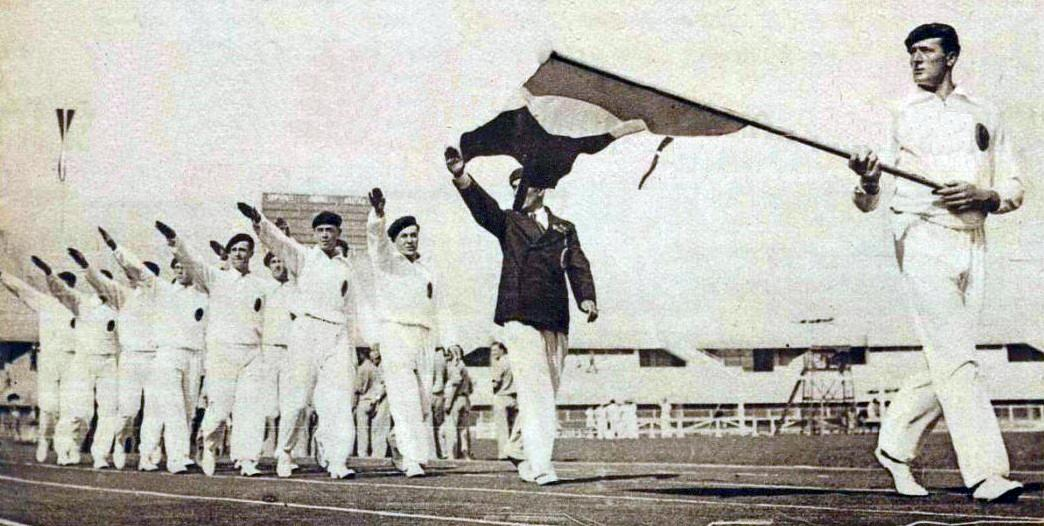
Défilé de la délégation française au stadium Benito Mussolini de Turin, lors des premiers championnats d'Europe d'athlétisme.

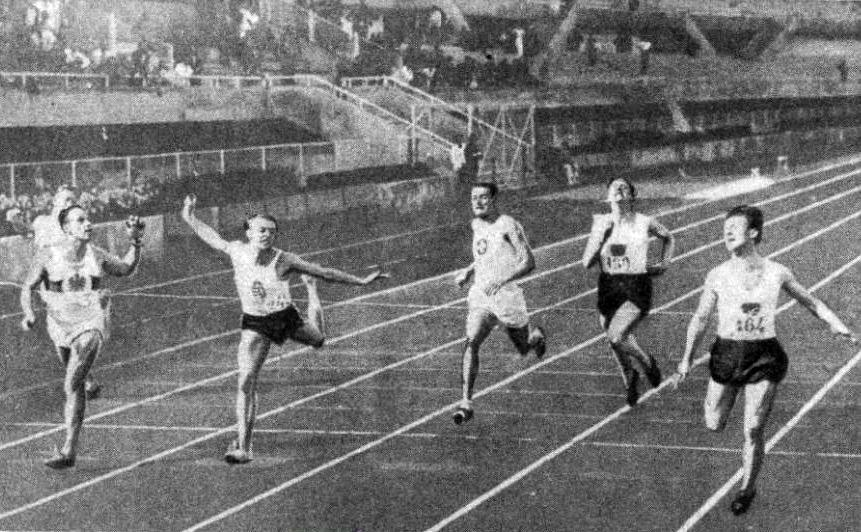
La finale du 100 mètres.

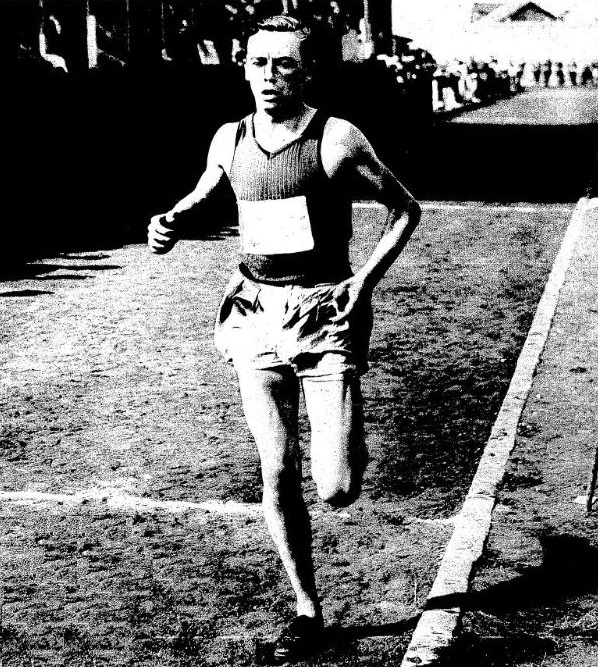
Roger Rochard, champion d'Europe 1934 du 5 000 mètres à Turin.

Les 1ers Championnats d'Europe d'athlétisme se sont déroulés du 7 au 9 juin 1934 à Turin en Italie, dans le stade Benito-Mussolini.
Il n'y eut que des compétitions masculines, les dames n'ont participé à ces championnats qu'à partir de 1938.
Le fait le plus marquant de ces championnats a été le record du monde du lancer du javelot par le Finlandais Matti Järvinen.

## Résultats
| Épreuves          | Or                                                                                   | Argent                                                                           | Bronze                                                                              |
| ----------------- | ------------------------------------------------------------------------------------ | -------------------------------------------------------------------------------- | ----------------------------------------------------------------------------------- |
| 100 m             | Christiaan Berger 10 s 6                                                             | Erich Borchmeyer 10 s 7                                                          | József Sir 10 s 7                                                                   |
| 200 m             | Christiaan Berger 21 s 5                                                             | József Sir 21 s 5                                                                | Martinus Osendarp 21 s 6                                                            |
| 400 m             | Adolf Metzner 47 s 9                                                                 | Pierre Skawinski 48 s 0                                                          | Bertil von Wachenfeldt 48 s 0                                                       |
| 800 m             | Miklós Szabó 1 min 52 s 0                                                            | Mario Lanzi 1 min 52 s 0                                                         | Wolfgang Dessecker 1 min 52 s 2                                                     |
| 1 500 m           | Luigi Beccali 3 min 54 s 6                                                           | Miklós Szabó 3 min 55 s 2                                                        | Roger Normand 3 min 57 s 0                                                          |
| 5 000 m           | Roger Rochard 14 min 36 s 8                                                          | Janusz Kusociński 14 min 41 s 2                                                  | Ilmari Salminen 14 min 43 s 6                                                       |
| 10 000 m          | Ilmari Salminen 31 min 02 s 6                                                        | Arvo Askola 31 min 03 s 2                                                        | Henry Nielsen 31 min 27 s 4                                                         |
| Marathon          | Armas Toivonen 2 h 52 min 29 s                                                       | Thore Enochsson 2 h 54 min 35 s                                                  | Aurelio Genghini 2 h 55 min 03 s                                                    |
| 50 km marche      | Jānis Daliņš 4 h 49 min 53 s                                                         | Arthur Schwab 4 h 53 min 09 s                                                    | Ettore Rivolta 4 h 54 min 06 s                                                      |
| 110 m haies       | József Kovács 14 s 8                                                                 | Erwin Wegner 14 s 9                                                              | Holger Albrechtsen 15 s 0                                                           |
| 400 m haies       | Hans Scheele 53 s 2                                                                  | Akilles Järvinen 53 s 7                                                          | Chrístos Mántikas 54 s 9                                                            |
| 4 × 100 m         | Reich allemand Egon Schein Erwin Gillmeister Gerd Hornberger Erich Borchmeyer 41 s 0 | Royaume de Hongrie László Forgács József Kovács József Sir Gyula Gyenes 41 s 4   | Pays-Bas Martinus Osendarp Tjeerd Boersma Robert Jansen Christiaan Berger 41 s 6    |
| 4 × 400 m         | Reich allemand Helmut Hamann Hans Scheele Harry Voigt Adolf Metzner 3 min 14 s 1     | France Robert Paul Georges Guillez Raymond Boisset Pierre Skawinski 3 min 15 s 6 | Suède Sven Strömberg Pelle Pihl Gustaf Eriksson Bertil von Wachenfeldt 3 min 16 s 6 |
| Saut en hauteur   | Kalevi Kotkas 2,00 m                                                                 | Birger Halvorsen 1,97 m                                                          | Veikko Peräsalo 1,97 m                                                              |
| Saut à la perche  | Gustav Wegner 4,00 m                                                                 | Bo Ljungberg 4,00 m                                                              | John Lindroth 3,90 m                                                                |
| Saut en longueur  | Wilhelm Leichum 7,45 m                                                               | Otto Berg 7,31 m                                                                 | Luz Long 7,25 m                                                                     |
| Triple saut       | Willem Peters 14,89 m                                                                | Erik Svensson 14,83 m                                                            | Onni Rajasaari 14,74 m                                                              |
| Lancer du poids   | Arnold Viiding 15,19 m                                                               | Risto Kuntsi 15,19 m                                                             | František Douda 15,18 m                                                             |
| Lancer du disque  | Harald Andersson 50,38 m                                                             | Paul Winter 47,09 m                                                              | Istvan Donogan 45,91 m                                                              |
| Lancer du marteau | Ville Pörhölä 50,34 m                                                                | Fernando Vandelli 48,69 m                                                        | Gunnar Jansson 47,85 m                                                              |
| Lancer du javelot | Matti Järvinen 76,66 m                                                               | Matti Sippala 69,97 m                                                            | Gustav Sule 69,31 m                                                                 |
| Décathlon         | Hans-Heinrich Sievert 8 103 pts                                                      | Leif Dahlgren 7 770 pts                                                          | Jerzy Plawczyk 7 552 pts                                                            |